# Aféra Neum

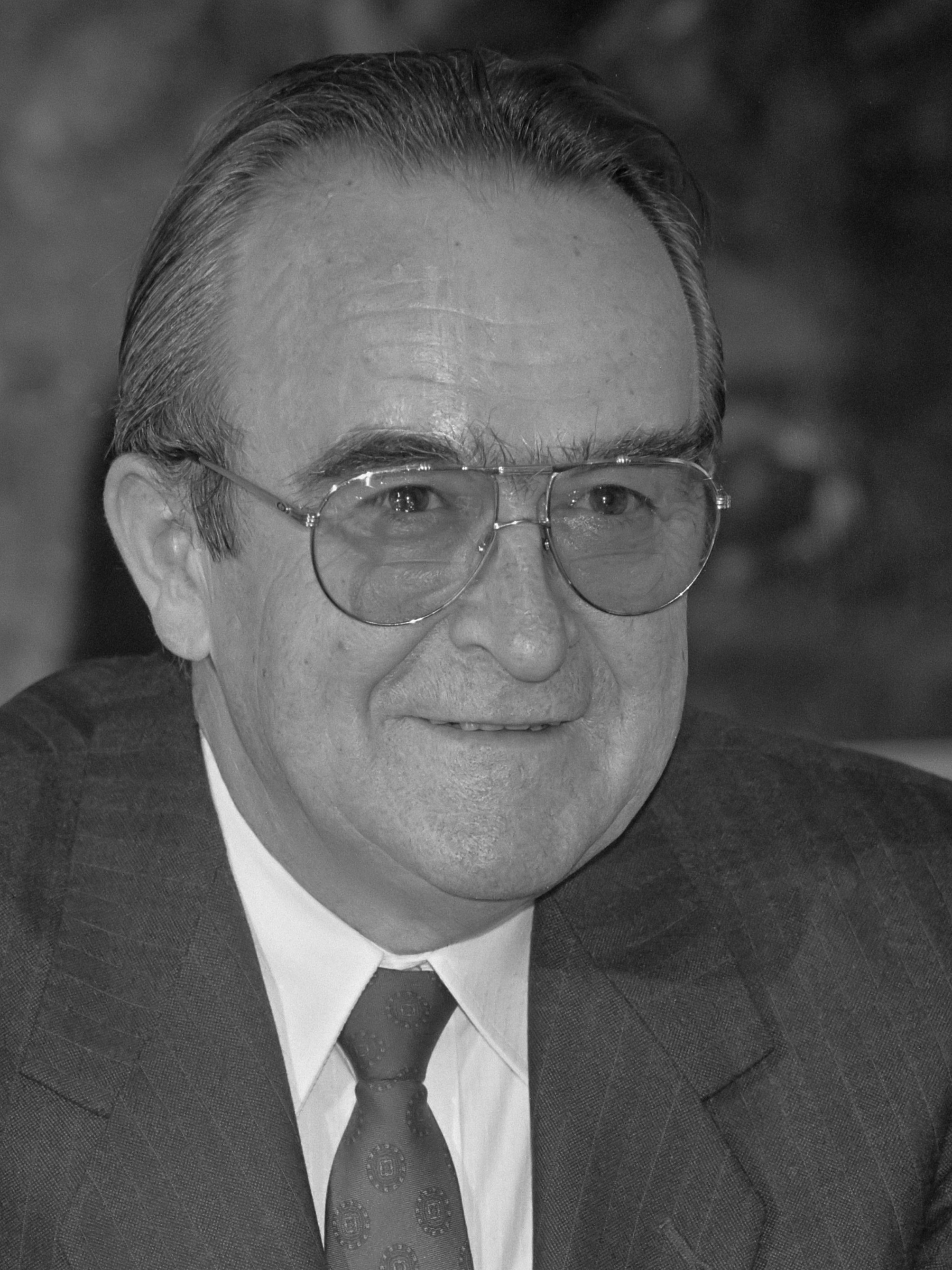
Branko Mikulić, hlavní viník

Aféra Neum byla aféra v Jugoslávii, která vyplynula na povrch během přelomu let 1988 a 1989. Chronologicky následovala po aféře Agrokomerc a týkala se především výstavby lukrativních vil v tomto malém jadranském přístavu. Celé záležitosti se obšírně věnovala tehdejší bosenská i jugoslávská média, jako například sarajevské noviny Oslobođenje. Do aféry byla zapletena řada funkcionářů a vysokých politiků. Za hlavního viníka byl označen Branko Mikulić. Jednalo se o zhruba 200 vil.
Tato aféra byla jednou z řady těch, které vedly k ještě rychlejší deziluzi obyvatelstva z tehdejšího vedení země a svazové republiky Bosny a Hercegoviny. To vedlo k urychlení růstu sympatií k nové generaci nacionalisticky smýšlejících politiků.